# Ozëra Chistye
Ozëra Chistye (englische Transkription von russisch Озёра Чистые Osjora Tschistyje, deutsch ‚Saubere Seen‘) sind eine Reihe von Seen im ostantarktischen Mac-Robertson-Land. Sie liegen südwestlich des Forbes-Gletschers in den Framnes Mountains.
Russische Wissenschaftler benannten sie.